# Leśniczówka (Wola Roźwienicka)
Leśniczówka – część wsi Wola Roźwienicka w Polsce położona w województwie podkarpackim, w powiecie jarosławskim, w gminie Roźwienica.
W latach 1975–1998 miejscowość administracyjnie należała do województwa przemyskiego.